# Caumont-l'Éventé
Caumont-l'Éventé é uma ex-comuna francesa na região administrativa da Normandia, no departamento de Calvados. Estendeu-se por uma área de 6,26 km². Em 2010 a comuna tinha 2 383 habitantes (densidade: 380,7 hab./km²).
Em 1 de janeiro de 2017 foi fundida com as comunas de Livry e La Vacquerie para a criação da nova comuna de Caumont-sur-Aure.